# Milton Bass
Pour les articles homonymes, voir Bass.
Milton Bass, né Milton Ralph Bass le 15 janvier 1923 à Pittsfield dans le Massachusetts et mort le 14 octobre 2014 à Richmond dans la même région, est un journaliste et écrivain américain, auteur de romans policiers et westerns.

## Biographie
Il grandit et étudie dans le Massachusetts avant de s’engager en 1942 comme médecin dans l’armée américaine. Il participe à la Seconde Guerre mondiale, sert dans la 104e division d'infanterie, combat en France, en Belgique, aux Pays-Bas et en Allemagne et obtient une Silver Star pour acte de bravoure. Il quitte l’armée en 1945. De retour aux États-Unis, il reprend ses études et obtient un diplôme en biologie de l’université du Massachusetts, puis une maîtrise universitaire en langue anglaise et en littérature.
Il s’oriente ensuite vers une carrière de journaliste. Il travaille principalement pour le quotidien The Berkshire Eagle (en), le journal de Pittsfield, sa ville natale. Il y signe notamment des chroniques culturelles et y tient une tribune d’opinion. Il écrit également des articles sur le jazz pour le mensuel The Atlantic Monthly et travaille pendant deux années pour la chaîne de télévision WMHT (en) à Schenectady.
Conjointement à son métier de journaliste, il débute en 1969 une carrière d’écrivain avec le roman Jory, un western adapté au cinéma par Jorge Fons sous le titre éponyme avec Robby Benson dans le rôle principal. Il signe par la suite plusieurs westerns et des romans policiers, dont deux séries, l’une mettant en scène Vinnie Altobelli, un détective privé exerçant à San Bernardino, l’autre consacrée à Benny Freedman, également détective privé et installé dans la ville de San Diego, en Californie. Deux volumes de cette série ont été traduits en France dans la collection Polar U.S.A. de l'éditeur Gérard de Villiers.
Il décède en 2014 à l’âge de quatre-vingt-onze ans.

## Œuvre

### Romans

#### SérieJory Walden
- Jory (1969)
- Mistr Jory (1976)
- Gunfighter Jory (1987)
- Sherrif Jory (1987)

#### SérieBenny Freedman
- The Moving Finger (1986) Publié en français sous le titre Fin de parcours, traduction de Marie-Odile Duclous, Paris, Éditions Gérard de Villiers, coll. « Polar U.S.A. » no 40, 1990.
- Dirty Money (1986) Publié en français sous le titre Plaie d’argent, traduction de Frank Reichert, Paris, Éditions Gérard de Villiers, coll. « Polar U.S.A. » no 33, 1990.
- The Bandini Affair (1987)
- The Belfast Connection (1988)

#### SérieVinnie Altobelli
- The Half-hearted Detective (1993)
- The Broken-hearted Detective (1994)

#### Autres romans
- Force Red (1970)
- The Doctor Who Made House Calls (1972)
- Not Quite A Hero (1977)

## Filmographie

### Comme auteur adapté
- 1973 : Jory, film américain réalisé par Jorge Fons d’après le roman éponyme, avec Robby Benson.

## Prix et distinctions
- Nomination au prix Shamus du meilleur livre de poche original en 1994 pour The Half-hearted Detective.
- Nomination au prix Edgar-Allan-Poe du meilleur livre de poche original en 1995 pour The Broken-hearted Detective.